# Sancho Sánchez de Erro
Sancho Sánchez (fl. 1075-1127) fue un importante magnate del Reino de Aragón de finales del siglo XI y comienzos del XII, durante los reinados de Sancho Ramírez, Pedro I y Alfonso I. Fue gobernador  de las importantes tenencias navarras de Erro (desde 1080), del castillo de San Esteban de Deyo (1084), de la ciudad capital de Pamplona (1092), Aibar y Tafalla (1098) y Falces y Leguín (1112). En Aragón gobernó desde 1091 la importante fortaleza de El Castellar que controlaba los accesos a la todavía musulmana Zaragoza y la ciudad de Ejea desde 1113. Tenía el rango de conde (en latín, comes) desde 1085, siendo antes llamado señor  (senior).

## Biografía
Según la Historia Roderici, fue capturado en la batalla de Morella el 14 de agosto de 1084 por las fuerzas de Yusuf al-Mu'taman ibn Hud, rey de Zaragoza, y Rodrigo Díaz de Vivar.
Entre 1087 y 1113 fue responsable del condado de Navarra, que comprendía el interior del antiguo reino de Pamplona y había sido entregado al rey de Aragón Sancho Ramírez en la división de Pamplona en 1076. Empero, Sancho Ramírez había hecho homenaje por Navarra al rey Alfonso VI de León, actuando Sancho Sánchez de hecho como vasallo de Alfonso en Navarra. El leonés nunca es llamado conde de Navarra en documentos reales, pero sí en documentos de origen local. Esto es quizás una señal que el estatus de Navarra entre Aragón y Castilla no estaba completamente definido.
En enero de 1092, Sancho era todavía tenente de San Esteban de Deyo, pero para octubre había sido reemplazado por el obispo de Pamplona, Pedro de Roda.

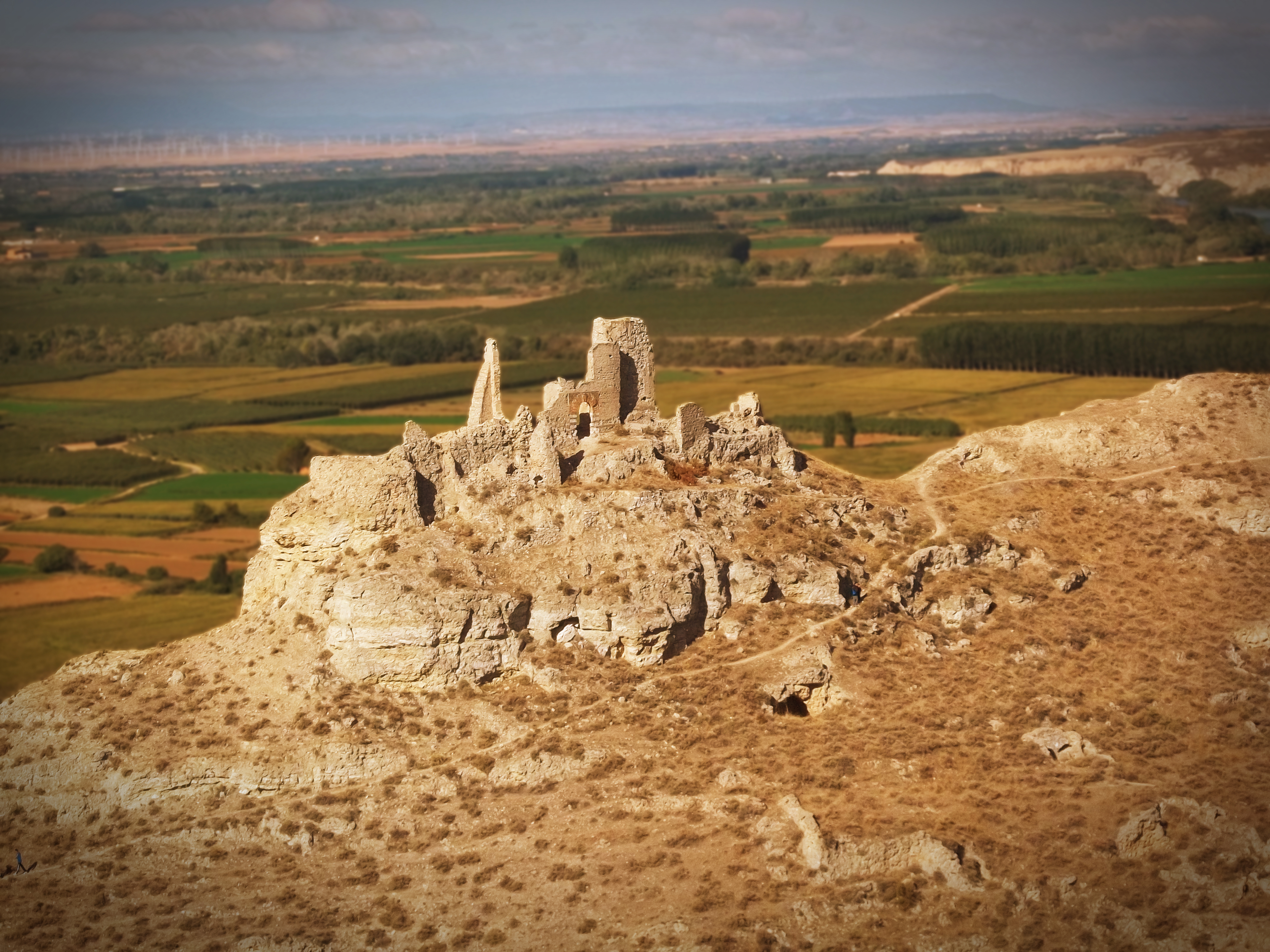
Ruinas de El Castellar o "sobre Zaragoza"

Según la Crónica de San Juan de la Peña, del siglo XIV, en 1094 los habitantes de Huesca entonces parte de la taifa de Zaragoza, fueron amenazados por Sancho Ramírez y pidieron protección a Alfonso VI a cambio de parias. En respuesta, Alfonso «envió al conde Sancho con sus fuerzas en su ayuda, y el ejército castellano avanzó hasta Vitoria. Apenas el rey de Aragón supo de la maniobra, marchó contra el conde con sus hombres y sus hijos Pedro y Alfonso. Sancho Sánchez no le esperaba y fue forzado a retirarse a Castilla.» Francisco Bautista sugiere que este episodio tendría lugar con más probabilidad en 1090 o en 1091, cuando Sancho Ramírez construía el castillo de El Castellar entre abril y mayo.
Sancho hizo donaciones a la catedral de Pamplona (entre 1101 y 1104) y la Orden de San Juan de Jerusalén. Aparece en un documento contemporáneo como conde de Erro en 1113. En 1127  emitió una carta de arras para su mujer, Elvira, en lo que es su último documento conocido, por lo que probablemente muriera no mucho tiempo después.

## Familia
Sancho era el hijo  de Sancho Macerátiz, tenente de Álava y Oca, y su mujer, Andregoto. Su madre se encontraba emparentada con la familia real, refiriéndose en un documento de 1075 del monasterio de San Millán de la Cogolla a avuncula mea regina domna Endrigoto («mi tía materna la reina Andregoto»).  Desde el siglo XVIII con José de Moret, Sancho "Macerátiz" (un apodo vasco que refiere a deformidad física) ha sido erróneamente identificado con Sancho Garcés, un hijo ilegítimo del rey García III de Pamplona, haciendo así a Sancho Sánchez y su mujer primos, pero la cronología prueba que fueron personajes distintos. Un teoría alternativa proponía que Sancho Sánchez era hijo de Sancho Fortuñones y hermano de Fortún Sánchez, marido de Ermesenda, hija de García III.
Sancho era cuñado del conde castellano Gonzalo Salvadórez, casado en segundas nupcias con su hermana Sancha y a través de ella tío del hijo de Sancha, Gómez González, favorito y probable amante de la reina Urraca de León.
Su primer matrimonio u otros matrimonios no constan en la documentación y solamente se sabe que tuvo hijos legítimos que no fueron de la única esposa cuya existencia se conoce. Esta fue Elvira, segunda hija del conde García Ordóñez y su mujer Urraca, hija de García III. Ya estaban casados en 1094, cuando en un documento del monasterio de Leyre se refiere a Sancho como yerno de García Ordóñez. Sancho tuvo un hijo legítimo, Gil Sánchez, y una hija, María Sánchez, casada con el conde Diego López I de Haro. También fue padre de ocho hijos ilegítimos: Ramiro, Fernando, Andregoto, Sancha (Sancia de Aizuin), Sancha (Sanza d'Estaldun), Fortún, García y Fernando (Ferrando de Estaldum). Diez de sus hijos e hijas compartieron su herencia, habiendo probablemente otros hijos muertos antes de Sancho y no mencionados en los documentos conservados.